# 法國共和國衛隊

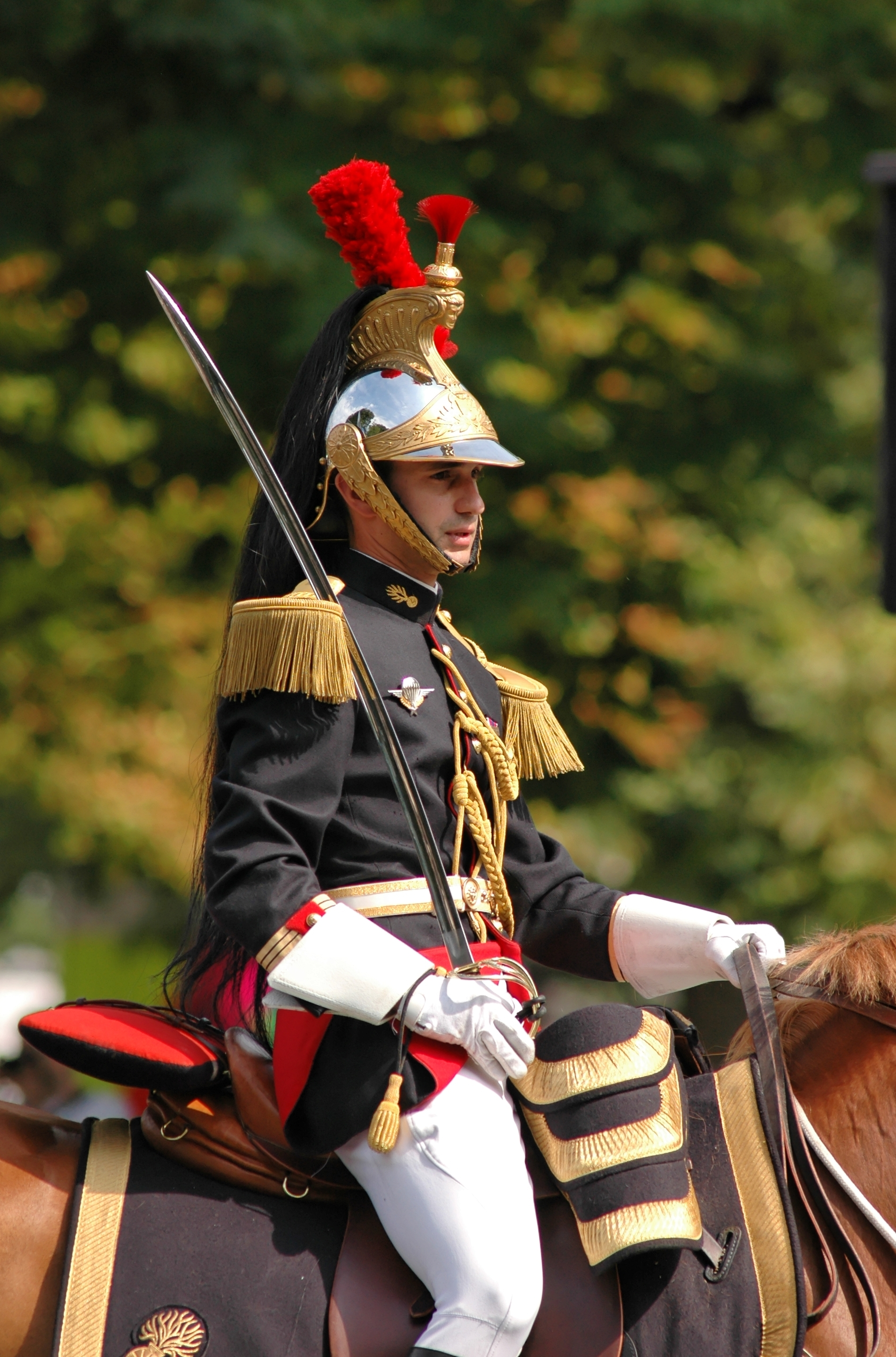
法國共和國衛隊

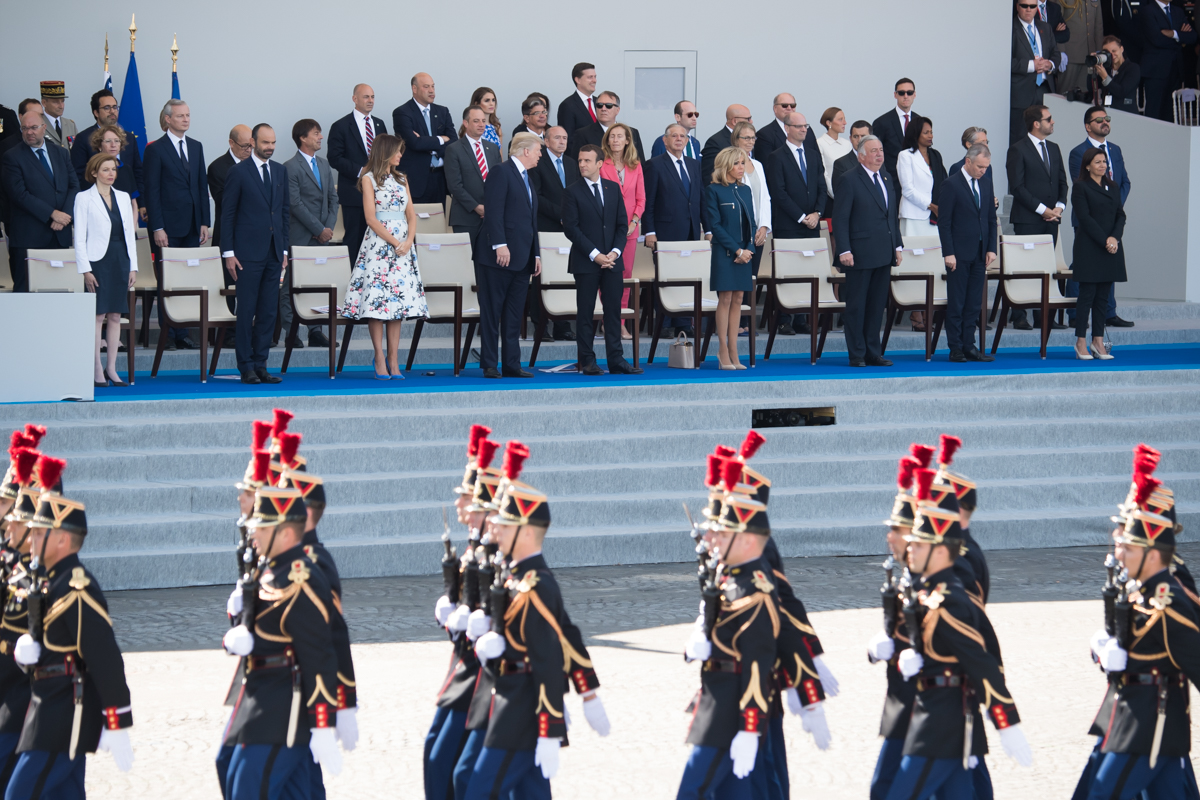

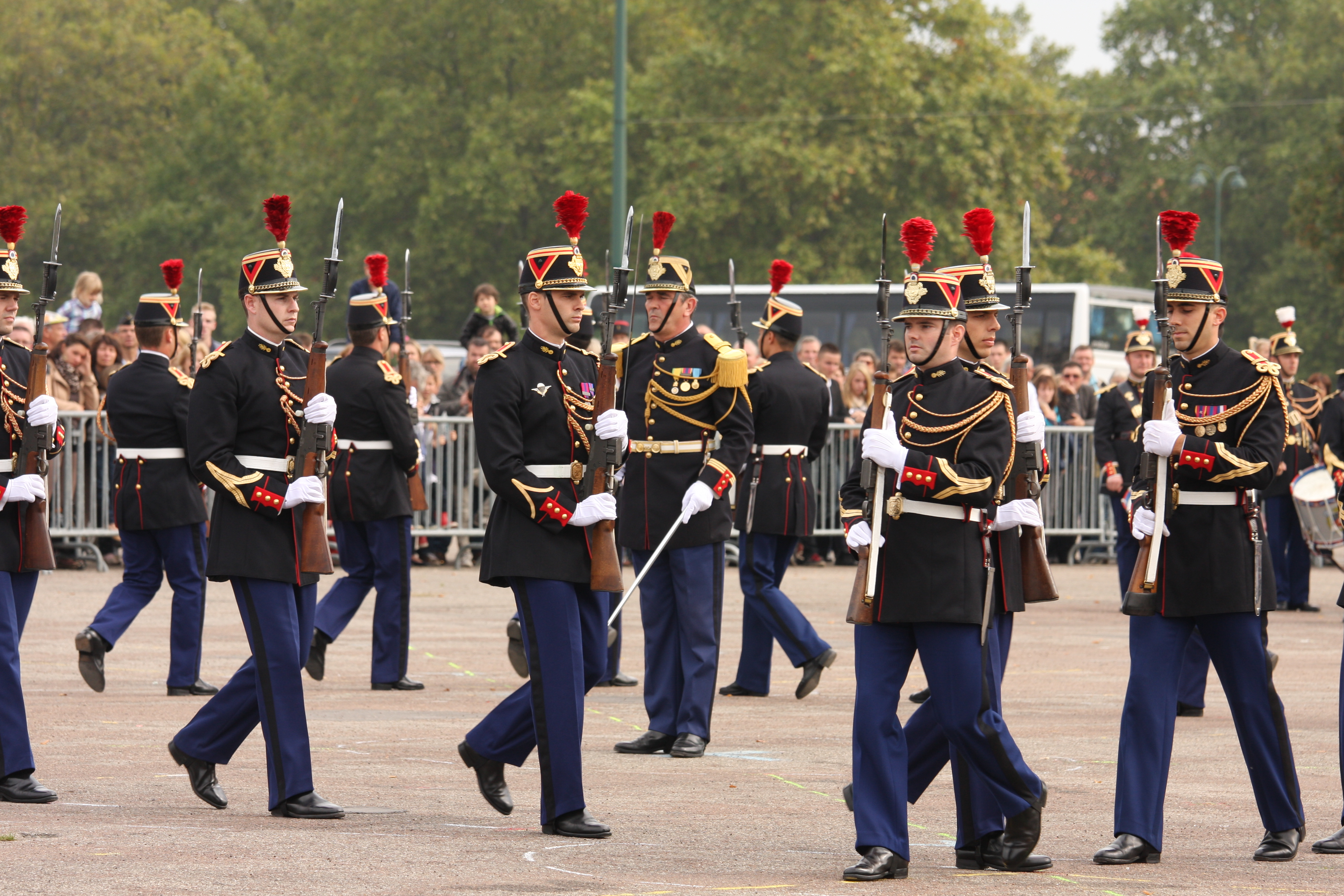

法國共和國衛隊（法語：Garde républicaine）是法國的一支親衛隊，屬國家憲兵管轄，主要負責政府機構的警衛工作。此外法國共和國衛隊還負責保護要人及國賓。法國共和國衛隊由第1步兵連隊、第2步兵連隊、騎兵連隊組成。

## 外部連結
- Official page Archive.today的存檔，存档日期2012-12-18